# Hvězdná černá díra
Hvězdná černá díra je černá díra vzniklá gravitačním kolapsem hvězdy. Má hmotnost od 5 do několika desítek hmotnosti slunce. Proces tvorby je pozorován jako exploze hypernovy nebo jako gama záblesk. Tyto černé díry jsou také označovány jako kolapsary.

## Kandidáti
Naše galaxie Mléčná dráha obsahuje několik kandidátů hvězdných černých děr (HČD), které jsou k nám blíže než supermasivní černá díra v oblasti galaktického středu. Většina z těchto kandidátů jsou členy rentgenových dvojhvězdových systémů, ve kterých kompaktní objekt čerpá hmotu od svého partnera přes akreční disk. Pravděpodobné černé díry v těchto dvojicích mají hmotnost od tří do více než tuctu sluneční hmotnosti.
| název                   | Hmotnost HČD (sluneční hmotnost) | Doprovodná hmotnost (sluneční hmotnost) | Oběžná doba (dny) | Vzdálenost od Země (světelné roky) | Umístění           |
| ----------------------- | -------------------------------- | --------------------------------------- | ----------------- | ---------------------------------- | ------------------ |
| A0620-00/V616 Mon       | 11 ± 2                           | 2,6–2,8                                 | 0,33              | 3500                               | 06:22:44 -00:20:45 |
| GRO J1655-40/V1033 Sco  | 6,3 ± 0,3                        | 2,6–2,8                                 | 2,8               | 5000–11000                         | 16:54:00 -39:50:45 |
| XTE J1118+480/KV UMa    | 6,8 ± 0,4                        | 6–6,5                                   | 0,17              | 6200                               | 11:18:11 +48:02:13 |
| Cyg X-1                 | 11 ± 2                           | ≥18                                     | 5,6               | 6000–8000                          | 19:58:22 +35:12:06 |
| GRO J0422+32/V518 Per   | 4 ± 1                            | 1,1                                     | 0,21              | 8500                               | 04:21:43 +32:54:27 |
| GRO J1719-24            | ≥4,9                             | ~1,6                                    | snad 0,6          | 8500                               | 17:19:37 -25:01:03 |
| GS 2000+25/QZ Vul       | 7,5 ± 0,3                        | 4,9–5,1                                 | 0,35              | 8800                               | 20:02:50 +25:14:11 |
| V404 Cyg                | 12 ± 2                           | 6.0                                     | 6.5               | 7800±460                           | 20:24:04 +33:52:03 |
| GX 339-4/V821 Ara       | 5,8                              | 5–6                                     | 1,75              | 15000                              | 17:02:50 -48:47:23 |
| GRS 1124-683/GU Mus     | 7,0 ± 0,6                        |                                         | 0,43              | 17000                              | 11:26:27 -68:40:32 |
| XTE J1550-564/V381 Nor  | 9,6 ± 1,2                        | 6,0–7,5                                 | 1,5               | 17000                              | 15:50:59 -56:28:36 |
| 4U 1543-475/IL Lupi     | 9,4 ± 1,0                        | 0,25                                    | 1,1               | 24000                              | 15:47:09 -47:40:10 |
| XTE J1819-254/V4641 Sgr | 7,1 ± 0,3                        | 5–8                                     | 2,82              | 24000 – 40000                      | 18:19:22 -25:24:25 |
| GRS 1915+105/V1487 Aql  | 14 ± 4,0                         | ~1                                      | 33,5              | 40000                              | 19:15:12 +10:56:44 |
| XTE J1650-500           | 9.7 ± 1.6                        | .                                       | 0,32              |                                    | 16:50:01 -49:57:45 |

### Mimogalaktické
Kandidáti mimo naši galaxii pocházejí z detekce gravitačních vln
| název                   | Hmotnost HČD (sluneční hmotnost) | Doprovodná hmotnost (sluneční hmotnost) | Oběžná doba (dny) | Vzdálenost od Země (světelné roky) | Umístění |
| ----------------------- | -------------------------------- | --------------------------------------- | ----------------- | ---------------------------------- | -------- |
| GW150914 (62 ± 4) M     | 36 ± 4                           | 29 ± 4                                  | .                 | 1,3 miliardy                       |          |
| GW170104 (48,7 ± 5) M   | 31,2 ± 7                         | 19,4 ± 6                                | .                 | 1,4 miliardy                       |          |
| GW151226 (21,8 ± 3,5) M | 14,2 ± 6                         | 7,5 ± 2,3                               | .                 | 2,9 miliardy                       |          |

Zánik N6946-BH1 následovaný zkaženou supernovou v NGC 6946 může mít za následek vznik černé díry.